# صموئيل ميشيل
صموئيل ميشيل (بالفرنسية: Samuel Michel)‏ (11 فبراير 1971 أميان فرنسا - ) هو لاعب كرة قدم فرنسي، يلعب كمهاجم، لعب 356 مباراة وسجل 87 هدف.

## مسيرته

### مسيرته مع الأندية
- 1989 - 1999 لعب مع نادي النجم الأحمر سانت أوين 127 مباراة سجل خلالها 21 هدف.
- 1994 - 1997 لعب مع ستاد رين مباراتين.
- 1995 - 1996 لعب مع نادي كاين 37 مباراة سجل خلالها 14 هدف.
- 1996 - 1997 لعب مع نادي سوشو 38 مباراة سجل خلالها 23 هدف.
- 1999 - 2001 لعب مع نادي غانغون 55 مباراة سجل خلالها 15 هدف.
- 2001 - 2005 لعب مع نادي نيور 97 مباراة سجل خلالها 14 هدف.

## روابط خارجية
- صموئيل ميشيل على موقع قاعدة بيانات كرة القدم.إي يو (الإنجليزية)
- صموئيل ميشيل على موقع ليكيب (الفرنسية)
- صموئيل ميشيل على موقع عالم كرة القدم.نت (الإنجليزية)